# Touffreville-sur-Eu
Touffreville-sur-Eu ist eine französische Gemeinde mit 230 Einwohnern (Stand: 1. Januar 2022) im Département Seine-Maritime in der Region Normandie. Sie gehört zum Arrondissement Dieppe und zum Kanton Eu und ist Teil des Kommunalverbands Falaises du Talou. Zuvor hatte sie dem Kommunalverband Yères et Plateaux angehört, der am 31. Dezember 2016 aufgelöst wurde.

## Geographie
Touffreville-sur-Eu ist ein Bauerndorf und liegt an der Yères im Pays de Caux, einem zum Pariser Becken gehörenden Kreideplateau. Es liegt 19 Kilometer nordöstlich von Dieppe.
|            | Criel-sur-Mer |         |
| Petit-Caux | Kompass       | Canehan |
| Petit-Caux | Petit-Caux    |         |

## Bevölkerungsentwicklung
Die Bevölkerungsanzahl ist durch Volkszählungen seit 1793 bekannt. Die Einwohnerzahlen bis 2005 werden auf der Website der École des Hautes Études en Sciences Sociales veröffentlicht.
| Jahr | Bevölkerungsanzahl |
| ---- | ------------------ |
| 1962 | 192                |
| 1968 | 196                |
| 1975 | 200                |
| 1982 | 185                |
| 1990 | 175                |
| 1999 | 207                |
| 2006 | 223                |
| 2015 | 212                |

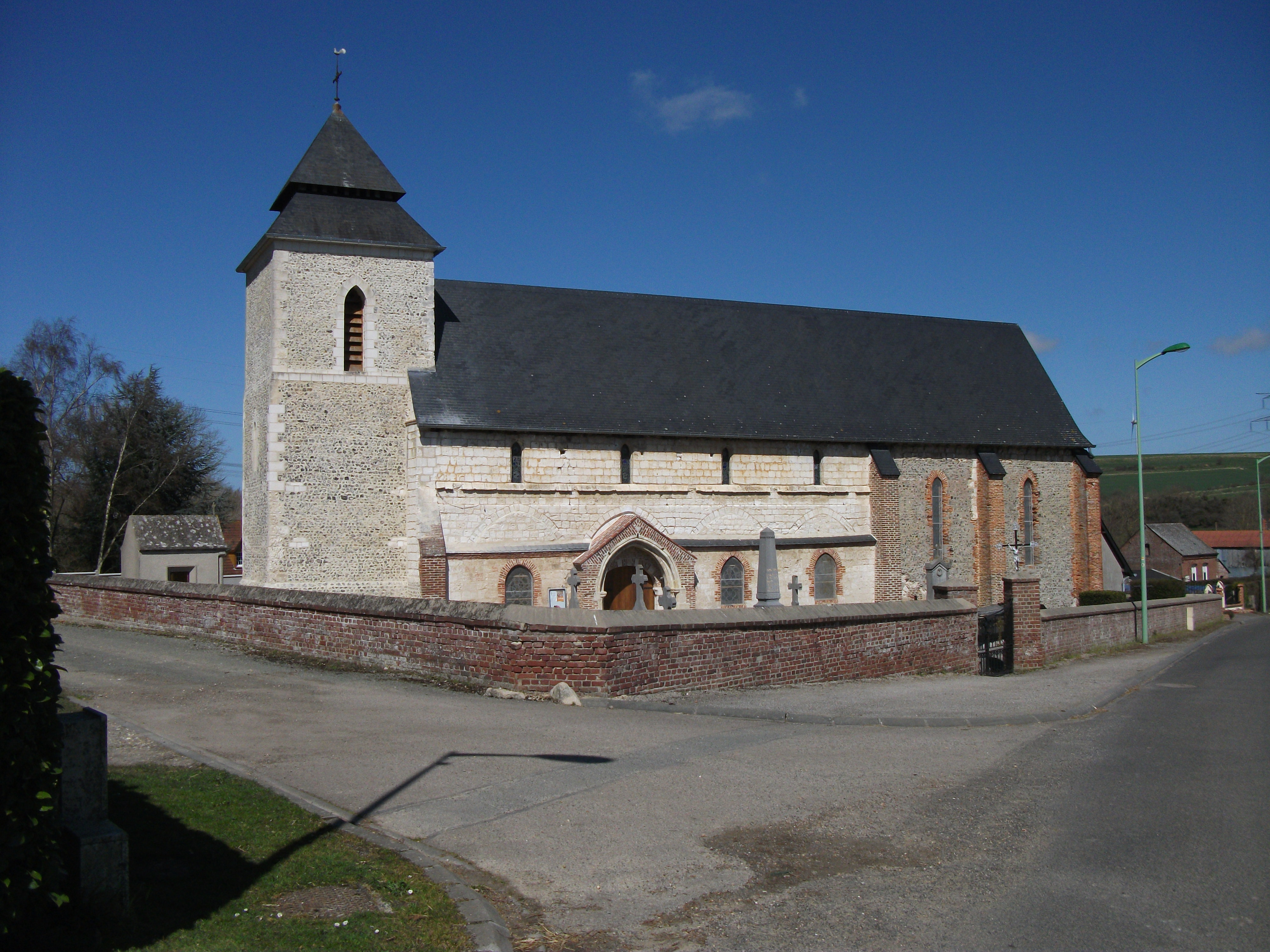
Pfarrkirche Saint-Sulpice
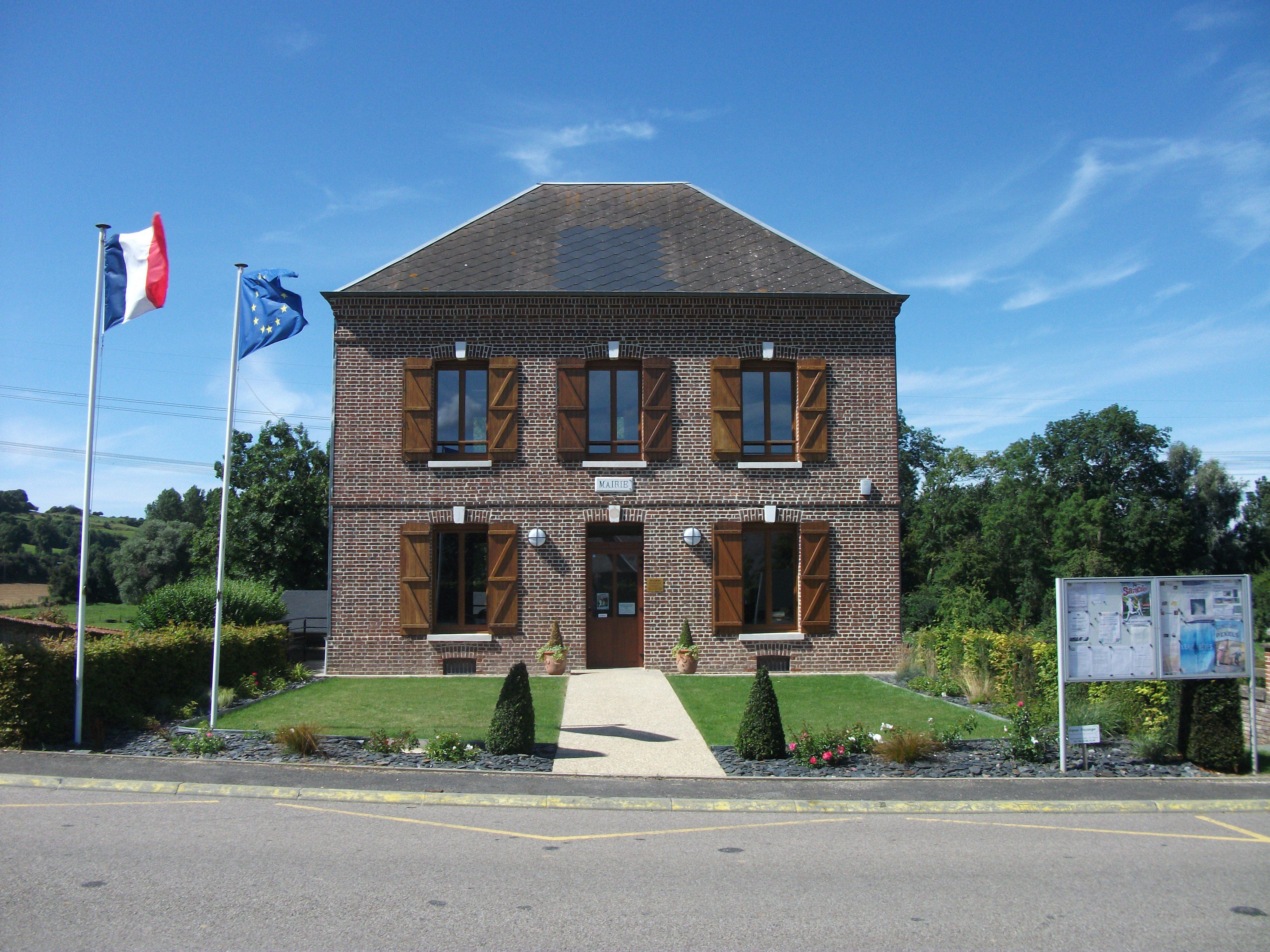
Mairie von Touffreville-sur-Eu
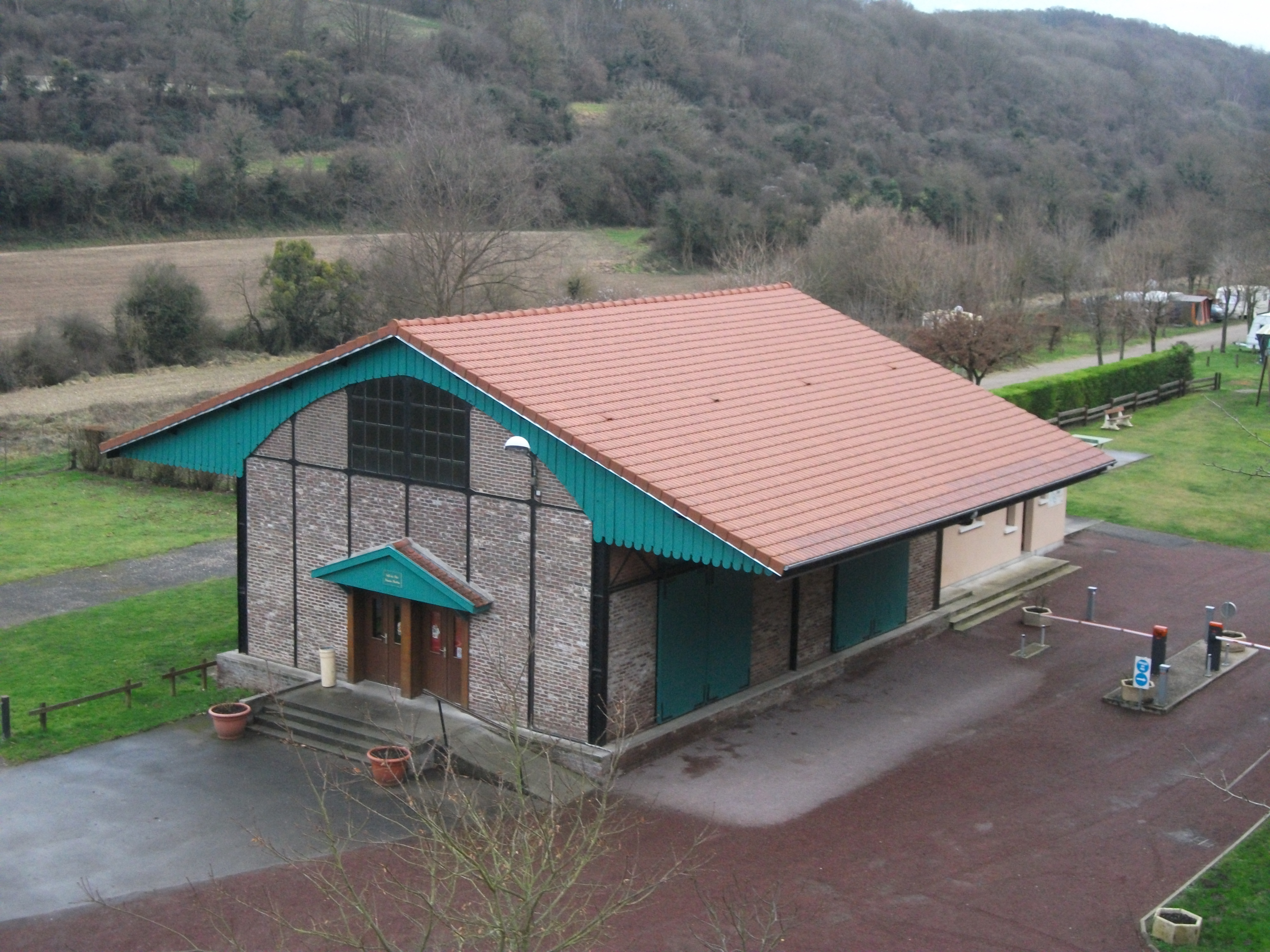
Festsaal von Touffreville-sur-Eu
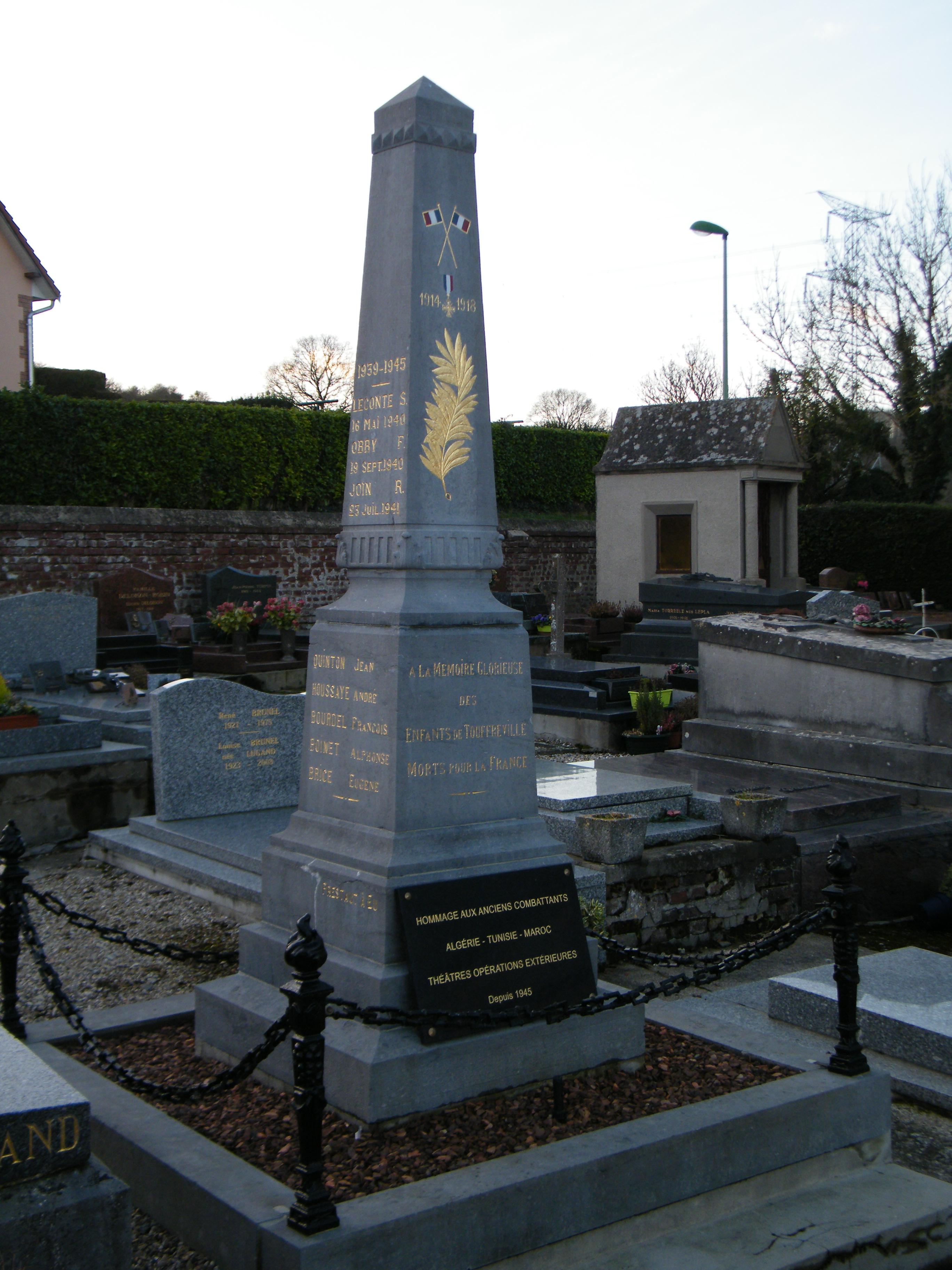
Kriegerdenkmal
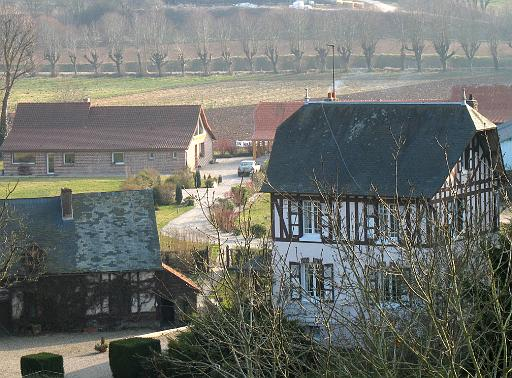
Blick in das Dorf